# Ejército medieval escocés

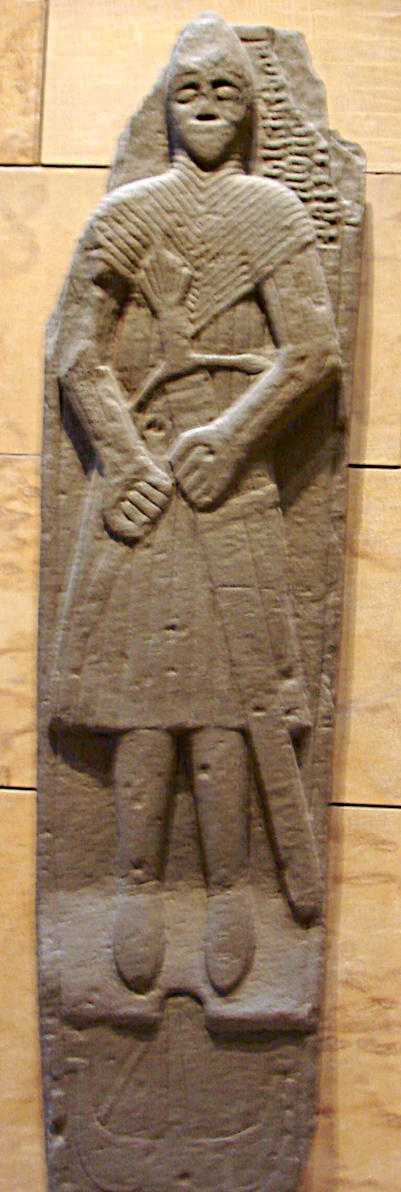
Figura de un guerrero gaélico

En Escocia, como en todos los países occidentales durante la Edad Media, la sociedad se basó en gran parte en una organización militar. Tras la «conquista normanda» de David I, los guerreros escoceses podían dividirse en dos categorías:
- Ejército escocés o regular (exercitus Scoticanus): Estaba compuesto por nativos escoceses.
- Ejército feudal (exercitus militaris): Incluía a múltiples caballeros franceses e ingleses.

## Ejército escocés o regular(exercitus Scoticanus)
El ejército regular representaba la mayor parte de los ejércitos escoceses medievales, pero en el resto del mundo europeo (sobre todo en Francia) la caballería feudal era la que tenía mayor prestigio en todo el mundo. Los escoceses nativos, como todos los europeos medievales, practicaban la esclavitud a través del saqueo, aunque esto parece haber desaparecido a mediados del siglo XII. John Gillingham sostiene que esta fue una de las cosas que hicieron a los escoceses (celtas y otros), particularmente bárbaros a los ojos de sus vecinos "franceses", dado que los franceses habían abandonado en gran medida esta forma de guerra. 
Simeón de Durham escribe: 
"Los jóvenes y las niñas, y todos los que parecían aptos para el trabajo, eran atados y llevados ante el enemigo para ser esclavos y esclavas de limpieza en el exilio perpetuo. Cuando alguna de las niñas se cansaba y caía de pronto a la tierra, el lugar de su caída era también el de su muerte. [El Rey] Malcolm conocía estas cosas, pero no mostró piedad por las lágrimas, y los lamentos de los condenados, sino que ordenó que se ampliaran las capturas. Así que Escocia estaba llena de esclavos y siervos; no habiendo aldea, ni siquiera una cabaña que se encontrara sin ellos" 
El Coluim Máel aquí era el rey Malcolm III, y este ataque tuvo lugar en 1070, el mismo año se casó con una princesa anglo-húngara llamada Margaret (luego canonizado). Su santidad, la esposa de Saxon Continentalised, sin embargo, no impidió que más de estos ataques se llevaran a cabo contra el pueblo inglés. Tanto Simeón y el Anglo-Saxon Chronicle continuaron realizando incursiones de esclavos, especialmente en 1079. Sin embargo, a mediados del siglo XII, los escoceses habían dejado de lanzar incursiones de esclavos.

## Ejército feudal(exercitus militaris)
Como con tantos cambios en este período, la introducción del ejército feudal se puede rastrear en todo el reinado de David I, si bien, caballeros ingleses y franceses fueron utilizados con la moderación de sus hermanos mayores. La tensión que producen estos caballeros está bien grabada en las fuentes contemporáneas. En la batalla de la Norma, los galos se oponen a la posición de los soldados franceses en la camioneta del ejército del rey. Elredo de Rieval atribuye esta oposición a la Galwegians, pero sabemos que fue el gaélicos de Escocia, en general, como el portavoz nativo se da como Máel Isu, el Mormaer de Strathearn y nobles de más alto rango en el ejército. Elredo informa de un largo discurso de Robert de Brus, un antiguo vasallo de David, que descalifica al Rey por haber traicionado a su pueblo por la invasión normanda de Inglaterra con una serie de bárbaros Gaélico. David, no obstante, obligado a dar el derecho de los galos, y en la cuenta de Elredo, esta es la razón principal de la derrota de Escocia. 
A pesar de ello, durante el próximo siglo y medio, el camino francés feudal de la guerra echó raíces fuertes en Escocia. David utiliza soldados franceses para gestionar la frontera entre sus tierras en el antiguo Reino de Strathclyde y los nórdicos-oeste Gaelic, estableciendo lo que son esencialmente señoríos manifestante en Renfrew (el Señorío de Stewart Strathgryfe), Annandale (concedida a Robert de Brus) y Cunningham. En el siglo XIII,  en las familias nobles de habla francesa, especialmente los Comyn, subió a la cima de la nobleza escocesa al hacerse cargo de Mormaerdoms, como Buchan, Menteith y Angus.
La ventaja que poseía la cultura militar francesa era múltiple: caballeros franceses utilizaban trajes con armaduras caras mientras que los escoceses estaban "desnudos" (de armadura). Tenían caballería pesada y diferentes armas como ballestas, máquinas de asedio y técnicas de enriquecimiento mucho más eficaces y avanzadas que cualquier otra cosa poseída por los escoceses nativos.
Por otra parte, su cultura, en particular, su ideología feudal, los hizo vasallos fiables, ya que, porque eran extranjeros, eran aún más dependientes del rey. Con el tiempo, los escoceses, como los ingleses, adoptaron las prácticas de los guerreros de Francia, y los guerreros franceses adoptaron muchas de las prácticas Gaelic militares, de modo que al final del período, apareció una cultura militar sincrética en el reino. 
Se ha sugerido que cuando el ejército feudal fue destruido en la batalla de Dunbar (1296), los escoceses fueron dependientes una vez más del ejército Gaélico. Sin embargo, Dunbar parece haber sido un choque entre escoceses e ingleses en armas. Hay poca evidencia que indique un compromiso general, debido a dos siglos de adaptación y la dirección de Robert el Bruce, el ejército escocés (hablaba tanto gaélico como inglés) fue capaz de derrotar el intento de golpe por la corona inglesa.